# Stéphanites
Pour les articles homonymes, voir Stéphanite.
 (avril 2008).
Si vous disposez d'ouvrages ou d'articles de référence ou si vous connaissez des sites web de qualité traitant du thème abordé ici, merci de compléter l'article en donnant les références utiles à sa vérifiabilité et en les liant à la section « Notes et références ».
Les Stéphanites sont une secte dissidente de l'Église orthodoxe éthiopienne qui apparaît au XVe siècle. Elle prend son origine dans l'enseignement du moine Estifanos sur la Trinité. L'histoire de ce groupe est difficile à connaître car de nombreux documents sont issus des adversaires de cette doctrine.

## Historique
Les XIVe siècle et XVe siècle sont une période de grande effervescence intellectuelle et théologique dans l'Église orthodoxe éthiopienne, particulièrement en ce qui concerne la Trinité.  Le roi Zara Yaqob cherche alors à unifier la doctrine et l'Église sur l'ensemble du territoire éthiopien.
 
En 1409, Estifanos devient moine au monastère de Dabra Quayasâ. il commence alors à recruter des disciples, dont Abakerazun, mais ses doctrines hétérodoxes le font chasser, lui et ses disciples. Estifanos crée alors une communauté indépendante dans le Takazê. La communauté grossissant, Abakerazun est élu supérieur d'une fondation dans le Siré dont elle fut chassée peu après.
En 1437, le Négus Zara Yaqob fait arrêter Estifanos et Abakerazun devient le chef de la communauté installée maintenant dans la ville de Matara. Les persécutions ne vont pas cesser. En 1454, une mission du Négus et du patriarche Matthieu II d'Alexandrie fait condamner les Stéphanites accusés de ne vénérer ni la Croix ni la Vierge. Abakerazun meurt dans les années 1470.
 
Sous Naod, les persécutions sont moins fortes et Ezrâ, le chef de la communauté réside même à la cour royale. Il parvient même à faire lever par le métropolite Yeshaq l'excommunication autrefois lancée contre les Stéphanites. Celui-ci mourut bientôt, mais grâce aux bonnes relations d'Ezrâ avec son successeur Marqos (métropolite d'Ethiopie de 1508 à 1530), de nombreux Stéphanites obtinrent l'ordination sacerdotale et firent consacrer leurs Tabots.  Cependant, dès la mort du Négus en 1508, les persécutions reprennent et Ezrâ doit se réfugier au couvent de Dabra Kaswâ (Gunda-Gundë).

## Doctrine
Il est difficile de savoir quelles étaient réellement les croyances des Stéphanites, mais il leur fut principalement reproché de s'opposer aux cultes de la Croix et la Vierge alors en plein renouveau en Éthiopie. Leurs doctrines hétérodoxes sur la Trinité (L'Esprit saint créé) et la Communion ainsi que leur ignorance de certaines prières étaient le motif de leur persécution. Mais c'est surtout leurs divergences avec un Négus voulant plus fortement contrôler l'Église qui provoquent les persécutions à leur encontre.